# Moulmein
Moulmein ou Mawlamyaing é a capital e a maior cidade no estado de Mom, na Birmânia (ou Mianmar). Segundo censo de 2014, havia 253 734 habitantes.